# Дух Сохо
Дух Сохо (англ. The Spirit Of Soho Mural) — мураль, расположенная на стене одного из домов модного лондонского района Сохо.
В верхней части панно изображена Святая Анна, негласная покровительница района, так на Дин-стрит стоит англиканская Церковь Святой Анны (en:St Anne's Church, Soho). 
На платье Святой Анны вырисовывается карта Сохо; в каждой ячейке определенный микрорайон с его культовыми заведениями. Среди них можно, например, найти лицо мужчины в очках с черными усами и сигарой в зубах — это комик Граучо Маркс, намёк на то, что здесь, на том же Дин-стрит, расположен «Клуб Граучо». Также на платье можно найти крупный Чайна-таун (китайский квартал).
В нижней части панно фигуры знаменитых людей, которые когда-либо проживали в Сохо. Среди них центральные персонажи слева направо: Вольфганг Амадей Моцарт, Карл Маркс с открытой книжкой, на обложке которой «D.K.» (нем. Das Kapital), Тереза Корнелис со своим возлюбленным Казановой, также писатель Дилан Томас и джазовый музыкант Джордж Мелли (en:George Melly) и пр. 
В начале каждого часа срабатывает импровизированный механизм и центральные фигурки двигаются: Карл Маркс пьёт колу из красной жестяной банки, Тереза подмигивает возлюбленному, а Казанова отвечает воздушными поцелуями.
Также можно заметить символ зайца, сидящего верхом на собаке, отсылающий к истории Сохо, когда тот представлял из себя охотничьи угодия.